# Live in Hyde Park
Albums de Red Hot Chili Peppers
Live at Slane Castle
(2003)
Live in Hyde Park est le premier album live sorti en 2004 par les Red Hot Chili Peppers. Les enregistrements se sont faits sur trois concerts dans le Hyde Park à Londres, les 19, 20 et 25 juin 2004, alors que le groupe californien effectuait une tournée des plus grands stades européens. C'est à la suite du succès rencontré durant cette tournée que les Red Hot ont décidé de sortir cet album live, disponible en Europe uniquement.
L'album contient deux nouvelles chansons, Rolling Sly Stone et Leverage of Space, la rumeur dit qu'elles auraient été écrites en même temps que Fortune Faded pour l'album Greatest Hits mais qu'elles n'auraient pas été retenues pour y figurer.
Drum Hommage Medley est un hommage à la batterie de Chad Smith, il s'agit d'une série de solos de batteries comprenant Rock and Roll et Good Times Bad Times de Led Zeppelin, Sunday Bloody Sunday de U2 et We Will Rock You de Queen.

## Titres de l'album
Toutes les chansons sont écrites par Anthony Kiedis, Michael "Flea" Balzary, John Frusciante et Chad Smith, sauf I Feel Love, Brandy et Black Cross qui sont de Donna Summer, Looking Glass et 45 Grave respectivement.

### CD 1
1. Intro - 3:55
2. Can't Stop - 5:13
3. Around the World - 4:12
4. Scar Tissue - 4:08
5. By the Way - 5:20
6. Fortune Faded - 3:28
7. I Feel Love - 1:28
8. Otherside - 4:34
9. Easily - 5:00
10. Universally Speaking - 4:16
11. Get on Top - 4:06
12. Brandy - 3:34
13. Don't Forget Me - 5:22
14. Rolling Sly Stone - 5:06

### CD 2
1. Throw Away Your Television - 7:30
2. Leverage of Space - 3:29
3. Purple Stain - 4:16
4. The Zephyr Song - 7:04
5. Californication - 5:26
6. Right on Time - 3:54
7. Parallel Universe - 5:37
8. Drum Homage Medley - 1:29
9. Under the Bridge - 4:54
10. Black Cross - 3:30
11. Flea's Trumpet Treated by John - 3:28
12. Give It Away - 13:17

## Certifications
| Pays              | Certification |
| ----------------- | ------------- |
| Australie (ARIA)  | Platine       |
| Autriche (IFPI)   | Or            |
| Royaume-Uni (BPI) | Or            |
| Suisse (IFPI)     | Or            |